# Вищі звірі
Вищі звірі (Eutheria) — когорта ссавців, що включає всіх сучасних і вимерлих плацентарних ссавців та низку вимерлих, родинних до плацентарних, ссавців. Група виникла у кінці юрського періоду та існує до сьогоднішнього часу. Основною відмінною рисою від нижчих звірів є відсутність сумчастих кісток (ossa marsupialia) — пари тазових кісток, які мають сучасні сумчасті, однопрохідні та вимерлі базальні форми ссавців. Також діагностується різна будова кісток щиколотки, щелеп та зубів.
Найдавнішим відомим представником групи є Juramaia sinensis, який жив у юрському періоді (160 млн років тому).

## Філогенія
Філогенетична кладограма, що зображує родинні зв'язки з іншими групами ссавців:

|  | †Інші австралосфеніди |
|  |                       |
|  | Однопрохідні          |
|  |                       |

|  | Нижчі звірі |
|  |             |
|  | Вищі звірі  |
|  |             |

|  | †Інші австралосфеніди |
|  |                       |
|  | Однопрохідні          |
|  |                       |

|  | Нижчі звірі |
|  |             |
|  | Вищі звірі  |
|  |             |

|  | †Інші австралосфеніди |
|  |                       |
|  | Однопрохідні          |
|  |                       |

|  | Нижчі звірі |
|  |             |
|  | Вищі звірі  |
|  |             |

|  | †Інші австралосфеніди |
|  |                       |
|  | Однопрохідні          |
|  |                       |

|  | Нижчі звірі |
|  |             |
|  | Вищі звірі  |
|  |             |

|  | †Інші австралосфеніди |
|  |                       |
|  | Однопрохідні          |
|  |                       |

|  | Нижчі звірі |
|  |             |
|  | Вищі звірі  |
|  |             |

|  | †Інші австралосфеніди |
|  |                       |
|  | Однопрохідні          |
|  |                       |

|  | Нижчі звірі |
|  |             |
|  | Вищі звірі  |
|  |             |

|  | †Інші австралосфеніди |
|  |                       |
|  | Однопрохідні          |
|  |                       |

|  | Нижчі звірі |
|  |             |
|  | Вищі звірі  |
|  |             |

|  | †Інші австралосфеніди |
|  |                       |
|  | Однопрохідні          |
|  |                       |

|  | Нижчі звірі |
|  |             |
|  | Вищі звірі  |
|  |             |

|  | †Інші австралосфеніди |
|  |                       |
|  | Однопрохідні          |
|  |                       |

|  | Нижчі звірі |
|  |             |
|  | Вищі звірі  |
|  |             |

|  | †Інші австралосфеніди |
|  |                       |
|  | Однопрохідні          |
|  |                       |

|  | Нижчі звірі |
|  |             |
|  | Вищі звірі  |
|  |             |

|  | †Інші австралосфеніди |
|  |                       |
|  | Однопрохідні          |
|  |                       |

|  | Нижчі звірі |
|  |             |
|  | Вищі звірі  |
|  |             |

|  | †Інші австралосфеніди |
|  |                       |
|  | Однопрохідні          |
|  |                       |

|  | Нижчі звірі |
|  |             |
|  | Вищі звірі  |
|  |             |

|  | †Інші австралосфеніди |
|  |                       |
|  | Однопрохідні          |
|  |                       |

|  | Нижчі звірі |
|  |             |
|  | Вищі звірі  |
|  |             |

|  | †Інші австралосфеніди |
|  |                       |
|  | Однопрохідні          |
|  |                       |

|  | Нижчі звірі |
|  |             |
|  | Вищі звірі  |
|  |             |

|  | †Інші австралосфеніди |
|  |                       |
|  | Однопрохідні          |
|  |                       |

|  | Нижчі звірі |
|  |             |
|  | Вищі звірі  |
|  |             |

|  | †Інші австралосфеніди |
|  |                       |
|  | Однопрохідні          |
|  |                       |

|  | Нижчі звірі |
|  |             |
|  | Вищі звірі  |
|  |             |

Філогенетична кладограма, що зображує родинні зв'язки в середині групи:
|  | Xenarthra  |
|  |            |
|  | Afrotheria |
|  |            |

|  | Laurasiatheria   |
|  |                  |
|  | Euarchontoglires |
|  |                  |

|  | Xenarthra  |
|  |            |
|  | Afrotheria |
|  |            |

|  | Laurasiatheria   |
|  |                  |
|  | Euarchontoglires |
|  |                  |